# 遊☆戯☆王デュエルモンスターズ WORLD CHAMPIONSHIP 2007
遊☆戯☆王デュエルモンスターズ WORLD CHAMPIONSHIP 2007（ゆうぎおうデュエルモンスターズ ワールドチャンピオンシップ2007）は、2007年3月15日にコナミデジタルエンタテインメントから発売された遊☆戯☆王オフィシャルカードゲーム デュエルモンスターズを題材としたゲームソフトである。

## 概要
2007年世界大会公式ソフト。『遊☆戯☆王 WORLD CHAMPIONSHIP』シリーズは同じ任天堂の携帯ゲーム機ゲームボーイシリーズで発売されていた『遊☆戯☆王デュエルモンスターズ』シリーズ「遊☆戯☆王デュエルモンスターズ エキスパート2006」の後継シリーズである。デュエルシミュレーター的なソフトであり、シナリオモードは存在しない。レギュラーパック「STRIKE OF NEOS」までのカードが歯抜け収録されており、総数は1640枚となっている。
本作は女性主人公が選べる様になり、以降のWCSシリーズにも引き継がれている。

## 登場人物
NTと連動させることで遊戯王の登場人物、SSと連動させることでGXの登場人物がCPU対戦に追加される。

### 遊☆戯☆王
- 武藤遊戯
- 闇遊戯
- 海馬瀬人
- 城之内克也
- 闇マリク

### 遊☆戯☆王デュエルモンスターズGX
- 遊城十代
- 天上院明日香
- エド・フェニックス
- 万丈目準
- ヘルカイザー亮

## 登場モンスター

### レベル1
水零使いエリア
水属性デッキを使用。自身やウォーターワールドとDNA移植手術のコンボを狙う。彼女のイラストが描かれた水霊術ー「葵」や憑依装着ーエリアもテーマデュエルや制限デュエルの相手として登場するが、顔グラや台詞は水霊使いエリアと同じ。憑依装着ーエリアは「WORLD CHAMPIONSHIP 2009」にも登場する。

### レベル2
火霊使いヒータ
炎属性デッキを使用。除去しながらのビートダウンを行う。バーニングブラッドで攻撃力の強化も行うが、デッキには守備力の高いモンスターが多い。一人称は「ボク」。ダメージを受けると憑依装着ーヒータのイラストになり、逆に回復すると火霊術ー「紅」のイラストになる。

### テーマデュエル
風霊使いウィン
小LPの対戦相手を務める。終焉のカウントダウンによる勝利を狙う。
地霊使いアウス
強奪の対戦相手を務める。通常モンスターを主体としたデッキを使用する。

## 同梱カード
- ボマー・ドラゴン
- マジック・ストライカー
- D-HERO ディスクガイ
- D-HERO Bloo-D - 攻略本付属カード[2]。

## Wi-Fiダウンロード

### 禁止・制限カードリスト
- 2007年3月リスト
- 世界大会リスト
- 2007年9月リスト

### 過去作連動限定カード
NTからSS経由で入手可能。
- オシリスの天空竜
- オベリスクの巨神兵
- ラーの翼神竜

## 関連書籍
- 遊☆戯☆王 デュエルモンスターズ WORLD CHAMPIONSHIP 2007 NDS版 Road to Final KONAMI公式攻略本（Vジャンプブックス）（2007年3月15日発行、ISBN 978-4-08-779415-1）